# Petrčane
Petrčane is een plaats in de gemeente Zadar in de Kroatische provincie Zadar. De plaats telt 601 inwoners (2011).